# Köksbyggnaden, Rosendals slott

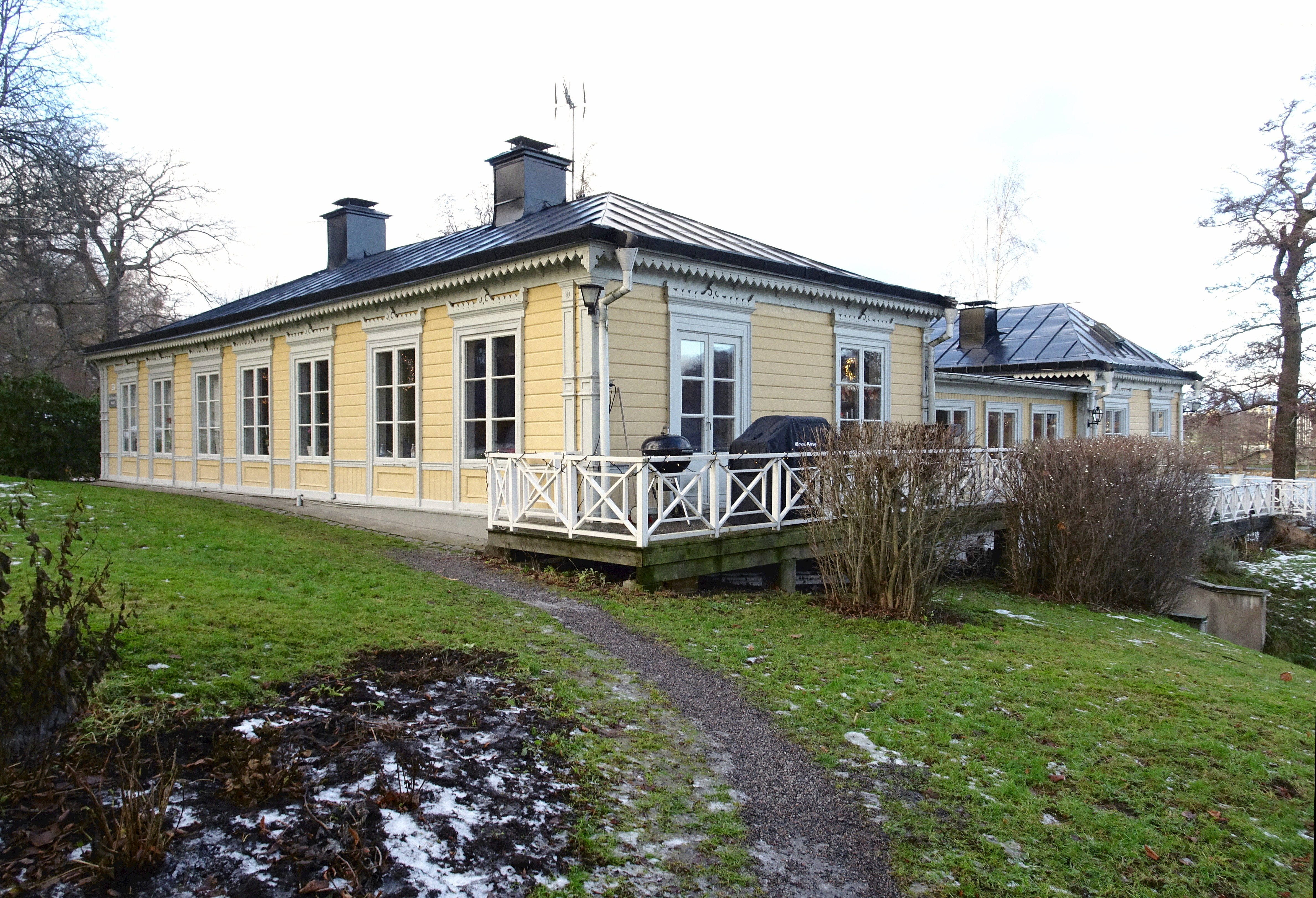
Södra flygeln, 2019.

Köksbyggnaden kallas den tidigare köksflygeln vid Rosendalsvägen 39 inom Rosendals slottsområdet på Södra Djurgården i Stockholm. Fastigheten är grönmärkt av Stadsmuseet i Stockholm, vilket innebär "att bebyggelsen bedöms vara särskilt värdefull från historisk, kulturhistorisk, miljömässig eller konstnärlig synpunkt". Huset är ett statligt byggnadsminne sedan 16 november 2006.

## Byggnadsbeskrivning

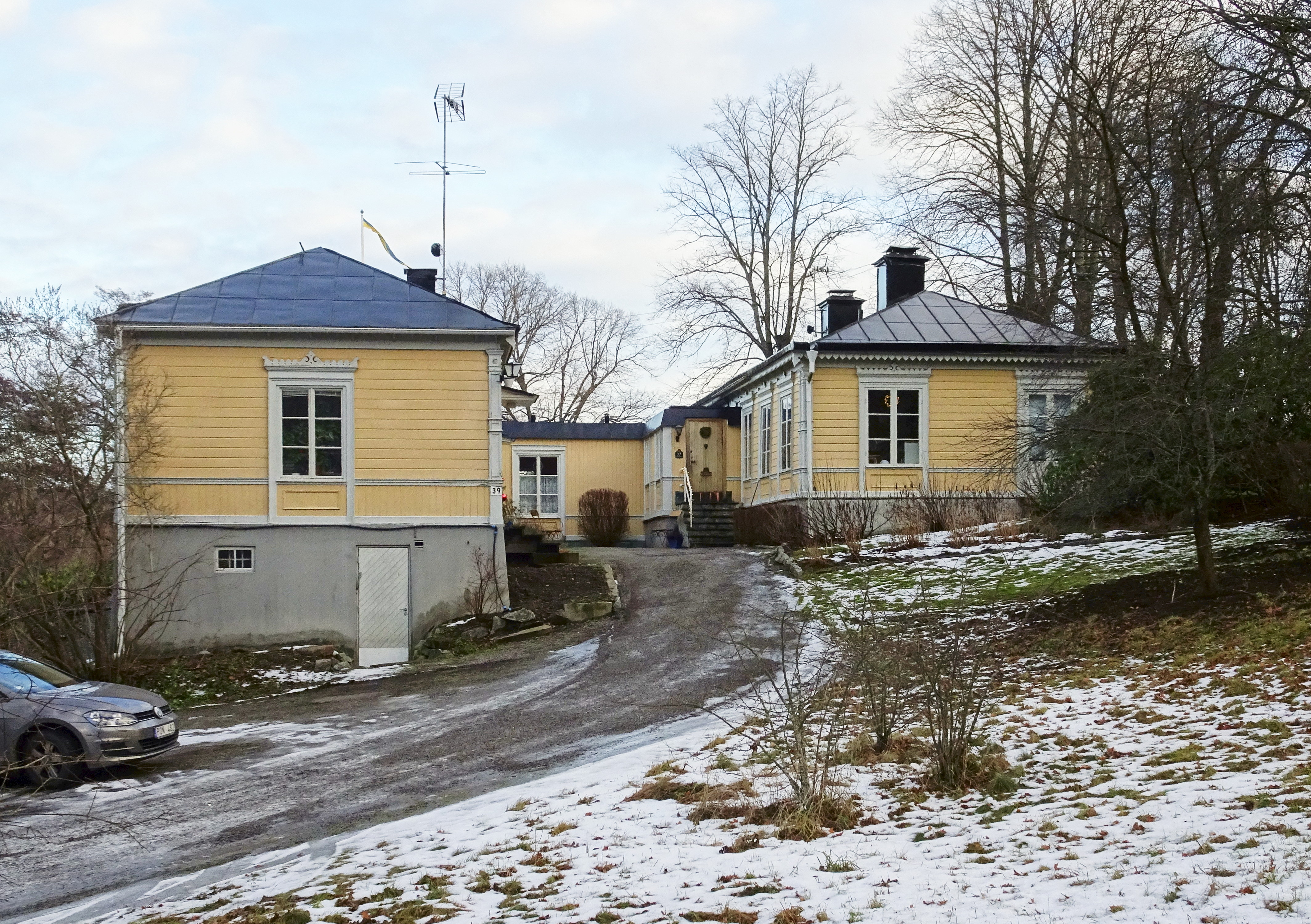
Fasader mot väster, 2019.

Efter år 1798 ägdes Rosendalsegendomen av grevinnan Charlotta Aurora De Geer som i början av 1800-talet lät uppföra en köksbyggnad i sluttningen närmast Djurgårdsbrunnsviken. Köksbyggnaden hörde ursprungligen till den 1819 nedbrunna timmerbyggnaden (föregångaren av nuvarande slottet) som kom till omkring 1791 på hovmarkskalken Georg Johan De Besches initiativ. På grund av brandsäkerhet var det vanligt att förlägga köket i en separat byggnad. 
Efter att blivande kungen Karl XIV Johan förvärvat Rosendal år 1817 skedde en del förändringar, bland annat omvandlades den vildvuxna naturen närmast huvudbyggnaden till park och nya vägar anlades. 1818 såg han till att köksbyggnaden vid Djurgårdsbrunnsviken kompletterades med ytterligare en fristående flygel i norr som innehöll boningsrum för slottets tjänstefolk. 
Omkring 1880 fick de båda flyglarna ett enhetligt utseende och på 1990-talet byggdes längorna ihop i öster med en något lägre förbindelsebyggnad. Flyglarnas fasader är klädda med gulmålad liggpanel och vitmålade snickeridetaljer. Taken är valmade, plåttäckta sadeltak. Under 1960- till 1990-talen bodde i den södra längan arkitekt Ragnar Jonsson (1918–2001) med familj. Han var slottsarkitekt för bland annat Tullgarns slott (1955-1990), Ulriksdals slott (1955-1991) och för Rosersbergs slott (1956-1992). Han var även arkitekt i Djurgårdsförvaltningen mellan 1960 och 1989. I den norra längan fanns pensionärsbostäder för Djurgårdsförvaltningens tidigare medarbetare. Idag är längorna uthyrda till privatpersoner.